# Liquid Tension Experiment Live in NYC
A Liquid Tension Experiment Live in NYC az amerikai Liquid Tension Experiment 2009-ben megjelent koncertlemeze. A Lazy Tomato Entertainment által kiadott anyag Mike Portnoy YtseJam Records kiadóján keresztül szerezhető be. A 13 dalt magába foglaló kiadványra nemcsak az első két Liquid Tension Experiment albumról kerültek fel szerzemények, hanem Improv Jam #1 és Improv Jam #2 címmel az improvizációknak is jutott hely.

## Számlista
1. Acid Rain (9:25)
2. Kindred Spirits (8:00)
3. Biaxident (7:39)
4. Freedom of Speech (9:00)
5. Improv Jam #1 (8:10)
6. Another Dimension (10:51)
7. State of Grace (6:20)
8. Universal Mind (9:36)
9. When the Water Breaks (16:49)
10. Improv Jam #2 (11:31)
11. Rhapsody in Blue (13:49)
12. Osmosis (3:43)
13. Paradigm Shift (9:31)

## Közreműködők
- Jordan Rudess - billentyűs hangszerek
- Tony Levin - basszusgitár, chapman stick
- Mike Portnoy - dob
- John Petrucci - gitár